# 晨間秀
晨間秀（日语：モーニングショー）是朝日電視台的一個節目，在1964年4月1日至1993年4月2日 (第1期) ，以及2015年9月28日 (第2期）開始播出。該節目是一個在週一至週五早晨播出Wide Show類型節目，也是日本第一個Wide Show節目。